# Sántha László (botanikus)
Sántha László (Jászkisér, 1886. március 21. – Tapolca, 1954. május 9.) szőlész, botanikus, a mezőgazdasági tudományok kandidátusa (1952).

## Életrajza
1886. március 21-én született Jászkiséren. Budapesten végezte egyetemi tanulmányait. 1909-től az Ampelológiai Intézet munkatársa lett, majd 1931-től a Növényegészségügyi Intézetben osztályvezető, 1940-től igazgatóhelyettes, 1942-től igazgató volt. Emellett 1945–1946 között az Országos Szőlészeti Intézet igazgatói posztját is betöltötte. 1946-ban nyugdíjba ment, de maradt a Növényvédelmi Kutatóintézet munkatársa.

## Munkássága
Elsősorban a szőlő kórtanával és növényvédelmével, a peronoszpóra és a lisztharmat kérdéseivel foglalkozott. Cikkei növénytani és borászati szaklapokban jelentek meg. 
Zuzmók kutatásával is sokat foglalkozott, ezek a dolgozatai a Botanikai Közleményekben jelentek meg (1916–1924).

## Főbb munkái
- A szőlő peronoszpórájának időjárási feltételei (Mathematikai és természettudományi értesítő 1913)
- A magyarországi Physcia félék monográfiája (Szeged, 1928)
- A szőlő kártevői (Budapest, 1934)
- Védekezés a gyümölcsvarasodás ellen (Budapest, 1940)